# Los tipos malos
Los tipos malos (título original en inglés: The Bad Guys) es una película de comedia policiaca animada por computadora basada en la popular serie de libros infantil del mismo nombre por Aaron Blabey, producida por DreamWorks Animation y distribuida por Universal Pictures. Es dirigida por Pierre Perifel en su debut como director a partir de un guion escrito por Etan Cohen y Hilary Winston, y es protagonizada por las voces de Sam Rockwell, Marc Maron, Craig Robinson, Anthony Ramos, Awkwafina, Richard Ayoade, Zazie Beetz, Lilly Singh, y Alex Borstein.
The Bad Guys se lanzó en varias regiones, incluida Hispanoamérica el 17 de marzo de 2022, y en Australia el 31 de marzo de 2022 y en otras regiones de Europa y Asia a principios de abril. La película se proyectó en la alfombra roja en el Ace Hotel Los Ángeles el 12 de abril de 2022, antes de estrenarse en cines en los Estados Unidos el 22 de abril, en formatos 2D y RealD 3D. Recibió críticas generalmente positivas de los críticos y audiencia.

## Argumento
En un mundo donde humanos y animales antropomórficos coexisten, «Los Tipos Malos», una banda de criminales compuesta por el Sr. Lobo, el Sr. Serpiente, el Sr. Piraña, el Sr. Tiburón y la Sra. Tarántula, son famosos por sus audaces robos y su habilidad para burlar a las autoridades.
Tras sentirse insultados por la gobernadora Diane Foxington («Diana Zorrento» en el doblaje hispanoamericano) en televisión después de robar un banco, la pandilla planea robar un premio humanitario del filántropo conejillo de indias Rupert Marmalade IV («Profesor Mermelada» en ambos doblajes al español). El premio es un delfín de oro sólido, otorgado por reconstruir la ciudad después de que un enorme meteorito impactara el año anterior. Aunque el plan parece ir bien, Lobo, en un giro inesperado, ayuda a una anciana a la que pretendía robar y es elogiado por su buena acción. Este acto y el discurso de Mermelada sobre la bondad hacen que Lobo reflexione sobre sus acciones, lo que inadvertidamente lleva a la captura de la pandilla.
Mientras son arrestados, Lobo convence a Mermelada de intentar reformarlos. Diane acepta, confiando en Mermelada, pero el verdadero plan de Lobo es fingir ser buenos para humillar a Diane y a Mermelada, robándole su premio. Mermelada invita a la pandilla a su casa e intenta enseñarles sobre el buen comportamiento, pero sus esfuerzos resultan frustrantes, ya que los criminales parecen incapaces de adaptarse. Mermelada les propone una misión de rescate para salvar a unos conejillos de indias de laboratorio, pero la operación fracasa debido a la obsesión de Serpiente por comer conejillos de indias.
Diane decide cancelar el experimento y encarcelar a la pandilla, pero cambia de opinión cuando Mermelada le pide una oportunidad y Lobo le confiesa su desesperación por ser odiado por su especie. Diane comprende y confía en ellos. Lobo, reflexionando, logra salvar a un gato de un árbol, algo que antes no había podido hacer. Mermelada graba el rescate y lo hace viral, cambiando la imagen pública de la pandilla. Sin embargo, Serpiente sospecha de los verdaderos motivos de Lobo.
Durante una gala para celebrar la redención de la pandilla, planean robar el delfín de oro. Cuando el robo está casi completo, Lobo decide no traicionar la confianza de Diane. Sin embargo, las luces se apagan y el meteorito desaparece, culpando a la pandilla y llevando a su arresto. Antes de ser llevados, Lobo le entrega a Diane un mapa con la ubicación de su escondite. Mermelada confiesa que él robó el meteorito y revela que todo era parte de su plan. Lobo se enfurece, pero son arrestados y Mermelada argumenta que no son capaces de reformarse.
La pandilla es rescatada por The Crimson Paw («La Garra Escarlata» en el doblaje hispanoamericano y «La Zarpa Escarlata» en el doblaje para España), quien resulta ser Diane, una ex criminal reformada. La pandilla abandona a Lobo, pero descubren que su escondite está vacío, ya que Lobo reveló su ubicación a Diane. Serpiente, decepcionado, abandona al grupo.
Lobo y Diane descubren la conspiración de Mermelada y son capturados. Mermelada revela que Serpiente se ha aliado con él y planea usar el meteorito para controlar un ejército de conejillos de indias y robar los donativos de la ciudad. La pandilla, redimida, los rescata y juntos intentan detener a Mermelada. Durante la batalla, salvan a Serpiente y frustran los planes de Mermelada. Se revela que el meteorito es una lámpara disfrazada y Serpiente, quien en realidad se había reformado, destruye el meteorito real, exponiendo a Mermelada como un fraude.
La película termina con la explosión de la mansión de Mermelada y su arresto. La pandilla, después de cumplir una sentencia reducida, es liberada y comienza una nueva vida luchando contra el crimen bajo la guía de Diane. En los créditos, se muestran imágenes de sus nuevas aventuras.

## Reparto
- Sam Rockwell[5] como el Sr. Lobo
- Marc Maron como Sr. Serpiente
- Awkwafina como la Sra. Tarántula
- Anthony Ramos como Sr. Piraña
- Craig Robinson como Sr. Tiburón
- Zazie Beetz como Diane Foxington (a.k.a. The Crimson Paw)
- Richard Ayoade como el profesor Marmalade
- Alex Borstein como Misty Luggins, la jefa de policía
- Lilly Singh como Tiffany Fluffit, la reportera de TMZ

### Doblaje
El doblaje fue realizado en dos países. El primero se produjo en España, para el país ibérico; y el segundo se hizo en México, el cual se utiliza para toda Hispanoamérica. 
| Personaje          | Actor de voz original | Actor de doblaje  | Actor de doblaje         |
| ------------------ | --------------------- | ----------------- | ------------------------ |
| Sr. Lobo           | Sam Rockwell          | Manolo Cardona    | José Posada              |
| Sr. Serpiente      | Marc Maron            | Pablo Perroni     | Pedro Alonso             |
| Sra. Tarántula     | Awkwafina             | Jessica Segura    | Gemma Gallardo           |
| Sr. Piraña         | Anthony Ramos         | Kalimba           | Nil Ojeda                |
| Sr. Piraña         | Anthony Ramos         | Kalimba           | Samuel Gómez (canciones) |
| Sr. Tiburón        | Craig Robinson        | Gonzok            | Santi Millán             |
| Profesor Mermelada | Richard Ayoade        | Óscar Flores      | Joaquín Reyes            |
| Diane Foxington    | Zazie Beetz           | Livier Zúñiga     | Nuria Trifol             |
| Comandante Gruñez  | Alex Borstein         | Dama G            | Isabel Donate            |
| Tiffany Chismera   | Lilly Singh           | Raiza Revelles    | Sara Carbonero           |
| Anciana            | Barbara Goodson       | Ángela Villanueva | TBA                      |

## Producción

### Desarrollo
El 22 de julio de 2017, The Daily Telegraph de Australia informó que varios estudios habían expresado interés en adaptar la serie a una película. En marzo de 2018, Variety informó que DreamWorks Animation desarrollaría una película basada en la serie de libros, con Etan Cohen escribiendo el guion. Al año siguiente, en octubre, se informó que la película sería dirigida por Pierre Perifel en su debut como director, con Cohen y Hilary Winston listos para coescribir el guion de la película. Se describió que la película tenía "un giro al género de atracos similar al que Shrek hizo en los cuentos de hadas y lo que hizo Kung Fu Panda en el género de kung fu". El equipo de producción trabajó de forma remota durante la pandemia de COVID-19.

### Casting
El 28 de julio de 2021, se anunció el elenco con Etan Cohen, el autor del libro Aaron Blabey y Patrick Hughes como productores ejecutivos de la película. Ese mismo día, el director Pierre Perifel anunció el casting del personajes en su cuenta de Instagram.

### Animación
Mientras que la animación de la película fue hecha en colaboración con DWA Glendale, y Sony Pictures Imageworks, quienes trabajaron en The Mitchells vs. the Machines de 2021, usó sus servicios de animación para Los tipos malos. Jellyfish Pictures, que anteriormente trabajó con DreamWorks en Cómo entrenar a tu dragón: Vuelta a casa, Spirit: Indomable y The Boss Baby: Family Business, manejó los servicios adicionales de producción de activos utilizando softwares patentados como Premo y Moonray, junto con una nueva herramienta llamada Doodle. La escena de apertura de la cena de la película, inspirada en la escena de apertura similar de la película de 1994 Pulp Fiction de Quentin Tarantino, es la toma única más larga en la historia de DreamWorks Animation: dura 2 minutos, 25 segundos y siete fotogramas.

### Diseño e influencias
El diseño de la película se inspiró en la película de 2018 Spider-Man: un nuevo universo de Sony Pictures Animation, con DreamWorks adoptando una estética más ilustrativa y estilizada que sus películas anteriores, fue la primer película del estudio en utilizar un estilo de animación híbrida en todo el largometraje, que mezcla los estilos de animación 2D y 3D. Los diseños de personajes se inspiraron en una mezcla de estilos de directores como El quinto elemento de Luc Besson, Heat de Michael Mann, Ocean's Eleven de Steven Soderbergh y Reservoir Dogs y Pulp Fiction de Quentin Tarantino. La película también se inspiró en series de anime y manga como Sherlock Hound y Lupin III, así como en la película de animación franco-belga Ernest y Célestine, debido a cómo influyó en el enfoque de los personajes.

### Música
El 22 de junio de 2021, el compositor de Spider-Man: un nuevo universo, Daniel Pemberton, fue contratado para componer la banda sonora de la película.

### Marketing
El primer tráiler se lanzó el 14 de diciembre de 2021.

## Estreno
El 7 de octubre de 2019, se informó que la película se estrenaría en cines el 17 de septiembre de 2021, tomando la fecha de estreno de Spooky Jack. En diciembre de 2020, la película se retrasó con The Boss Baby: Family Business tomando su lugar original, aunque se confirmó que obtendría una nueva fecha "dentro de las próximas semanas" debido a la pandemia de COVID-19. En marzo de 2021, la fecha de lanzamiento estaba programada para el 15 de abril de 2022 En octubre de 2021, se retrasó nuevamente una semana hasta el 22 de abril en RealD 3D. Al final, en Argentina, México y otros territorios hispanoamericanos se estrenó el 17 de marzo de 2022.

## Secuela
El director Pierre Perifel anunció que la secuela se estrenará el 1 de agosto de 2025.